# المزاحمية
المزاحمية هي مدينة سعودية والمركز الإداري لمحافظة المزاحمية التابعة لمنطقة الرياض.

## التاريخ
ويعود تاريخ المزاحمية إلى ماقبل القرن العاشر الهجري حيث كانت البداية عندما انتقل إليها من حوطة بني تميم أحمد بن فواز بن راشد التمامي التميمي وعائلته وهو أول من سكن بها وأستوطنها، ومؤسسها الأمير أحمد بن فواز بن راشد التمامي وأسماها على مزرعتهم «المزاحمية» التي تحمل نفس الاسم في وادي بريك «حوطة بنو تميم»(مخطوطة جبر بن سيار التاريخية). وكانت إمارة المزاحمية بأيدي أهلها التماميم منذ نشأة المزاحمية وأولهم مؤسسها أحمد بن فواز بن راشد التمامي ومن بعده تولى الإمارة ابنه راشد بن أحمد بن وفواز، ومن بعده تولى الإمارة عبد الرحيم بن راشد، ومن بعده تولى الإمارة فواز بن راشد، ومن بعده تولى الإمارة ناصر بن راشد ومن بعده تولى الإمارة عبد الله بن راشد الملقب «أبو مالك» صاحب الحصان الأسود والسيف المقدد. ومن بعده تولى الإمارة عبد الله بن فهيد التمامي في عهد الملك عبد العزيز بن عبد الرحمن آل سعود بتاريخ 1328هـ، هذا وقد دعاه الملك عبد العزيز لحضور مؤتمر الرياض بتاريخ 1347هـ، فلما كبر سنه وأعياه المرض قدم التماساً للملك بطلب إعفائه من الإمارة ولكن الملك عبد العزيز رفض طلبه ذلك ورد قائلاً: «من طرف المعافات من الإمارة فهذا شيء ما يمكن وأنت على إمارتك وبروتك زودناها.. الخ» فاستجاب لأمر الملك وبقي على إمارته حتى توفي عام 1369هـ، ومن بعده تولى الإمارة ابنه إبراهيم بن عبد الله بن فهيد التمامي، وبقي في الإمارة حتى توفي عام 1375هـ وكان ذلك في عهد الملك سعود بن عبد العزيز آل سعود، ومن بعده وحتى وقتنا الحاضر يتم التعيين من قبل إمارة الرياض كما في جميع محافظات الدولة.(التمامي، 1433هـ). ومن أقدم احياء المزاحمية بعد العودة هو حي القبالي ومن ثم قصر عبد الله وقد سمي القبالي بهذا الاسم نسبة الی «نخل الفبيلية» وهي مزرعة أنشائها عبد الرحمن الشمالي أثناء قدومه برفقة التمامي من جو حيث قام بمرافقته في طريقه من الحائر الی جو ومن ثم العمل معه وقام بعد ذلك بمرافقة التمامي بعد قراره في السكن في العودة بالمزاحمية وانشأ مزرعته غرب قصر العودة وهو مايعرف لدی العامة بالقبلة نسبة الی اتجاه المصلين الی مكة وسميت بالقبيلية وهي مزرعة المباديل حاليًا بعد أن آلت إليهم بالشراء مع مرور الزمن وبهذا الاسم سمي القبالي. وقد توافدت إلى المزاحمية الكثير من القبائل بعد ذلك وأصبحت ذات صيت ذائع وذلك لموقعها الإستراتيجي ولقربها من مدينة الرياض ولما تحتويه من خيرات وفيره من ماء وأمطار وزروع.

## وصلات خارجية
- الموقع الرسمي لمحافظة المزاحمية